# Liste der Kulturdenkmale in Dähre
In der Liste der Kulturdenkmale in Dähre sind alle Kulturdenkmale der Gemeinde Dähre und ihrer Ortsteile aufgelistet. Grundlage ist das Denkmalverzeichnis des Landes Sachsen-Anhalt, das auf Basis des Denkmalschutzgesetzes des Landes Sachsen-Anhalt vom 21. Oktober 1991 durch das Landesamt für Denkmalpflege und Archäologie Sachsen-Anhalt erstellt und seither laufend ergänzt wurde (Stand: 31. Dezember 2024).

## Kulturdenkmale nach Ortsteilen

### Dähre
| Lage                     | Bezeichnung    | Beschreibung | Erfassungs- nummer | Ausweisungsart | Bild           |
| ------------------------ | -------------- | ------------ | ------------------ | -------------- | -------------- |
| Kirchplatz (Karte)       | Kirche         | St. Andreas  | 094 25388          | Baudenkmal     | Weitere Bilder |
| Kirchplatz (Karte)       | Kriegerdenkmal |              | 094 25390          | Kleindenkmal   | BW             |
| Bauernstraße (Karte)     | Kriegerdenkmal |              | 094 25389          | Kleindenkmal   | BW             |
| Friedensstraße 8 (Karte) | Wohnhaus       |              | 094 13923          | Baudenkmal     | BW             |
| Kringelstraße 8 (Karte)  | Wohnhaus       |              | 094 25391          | Baudenkmal     | BW             |
| Kringelstraße 12 (Karte) | Wohnhaus       |              | 094 25392          | Baudenkmal     | BW             |

### Bonese
| Lage               | Bezeichnung | Beschreibung | Erfassungs- nummer | Ausweisungsart | Bild           |
| ------------------ | ----------- | ------------ | ------------------ | -------------- | -------------- |
| Dorfstraße (Karte) | Kirche      | Dorfkirche   | 094 05850          | Baudenkmal     | Weitere Bilder |

### Dahrendorf
| Lage                          | Bezeichnung           | Beschreibung                                       | Erfassungs- nummer | Ausweisungsart | Bild                  |
| ----------------------------- | --------------------- | -------------------------------------------------- | ------------------ | -------------- | --------------------- |
| Koordinaten fehlen! Hilf mit. | Grenzsicherungsanlage | Grenzsicherungsanlage 2024 als Denkmal ausgewiesen | 094 18924          | Baudenkmal     |                       |
| Dorfstraße (Karte)            | Dorfkirche Dahrendorf | Kirche                                             | 094 21228          | Baudenkmal     | Dorfkirche Dahrendorf |

### Eickhorst
| Lage                                    | Bezeichnung | Beschreibung | Erfassungs- nummer | Ausweisungsart | Bild           |
| --------------------------------------- | ----------- | ------------ | ------------------ | -------------- | -------------- |
| Hauptstraße 10 (Karte)                  | Kirche      |              | 094 13924          | Baudenkmal     | Weitere Bilder |
| Hauptstraße 1, 2, 3, 4, 5, 6, 7 (Karte) | Ortskern    |              | 094 25394          | Denkmalbereich | BW             |

### Fahrendorf
| Lage                  | Bezeichnung    | Beschreibung | Erfassungs- nummer | Ausweisungsart | Bild           |
| --------------------- | -------------- | ------------ | ------------------ | -------------- | -------------- |
| Dorfplatz (Karte)     | Kirche         |              | 094 05981          | Baudenkmal     | Weitere Bilder |
| Dorfplatz (Karte)     | Kriegerdenkmal |              | 094 25393          | Kleindenkmal   | BW             |
| Dorfstraße 16 (Karte) | Bauernhaus     |              | 094 12351          | Baudenkmal     | BW             |

### Hohendolsleben
| Lage                                       | Bezeichnung        | Beschreibung | Erfassungs- nummer | Ausweisungsart | Bild           |
| ------------------------------------------ | ------------------ | ------------ | ------------------ | -------------- | -------------- |
| Dorfstraße (Karte)                         | Kirche             | Dorfkirche   | 094 97657          | Baudenkmal     | Weitere Bilder |
| Dorfstraße an der Kirche (Karte)           | Kriegerdenkmal     |              | 094 97658          | Baudenkmal     | BW             |
| Dorfstraße 4 (Karte)                       | Bauernhof          |              | 094 97659          | Baudenkmal     | BW             |
| Dorfstraße 8 (Karte)                       | Bauernhof          |              | 094 97660          | Baudenkmal     | BW             |
| Dorfstraße 11 Ortseinfahrtsbereich (Karte) | Wirtschaftsgebäude |              | 094 97661          | Baudenkmal     | BW             |

### Kleistau
| Lage               | Bezeichnung    | Beschreibung | Erfassungs- nummer | Ausweisungsart | Bild |
| ------------------ | -------------- | ------------ | ------------------ | -------------- | ---- |
| Kleistau 3 (Karte) | Wirtschaftshof |              | 094 25395          | Baudenkmal     | BW   |

### Kortenbeck
In Kortenbeck stehen eine Feldsteinkirche und ein Menhir.

### Lagendorf
| Lage               | Bezeichnung | Beschreibung                   | Erfassungs- nummer | Ausweisungsart | Bild           |
| ------------------ | ----------- | ------------------------------ | ------------------ | -------------- | -------------- |
| Dorfstraße (Karte) | Kirche      | expressionistische Architektur | 094 11236          | Baudenkmal     | Weitere Bilder |

### Schmölau
| Lage           | Bezeichnung | Beschreibung | Erfassungs- nummer | Ausweisungsart | Bild |
| -------------- | ----------- | ------------ | ------------------ | -------------- | ---- |
| Hof 29 (Karte) | Scheune     |              | 094 06033          | Baudenkmal     | BW   |

### Siedendolsleben
| Lage                                                 | Bezeichnung    | Beschreibung | Erfassungs- nummer | Ausweisungsart | Bild           |
| ---------------------------------------------------- | -------------- | ------------ | ------------------ | -------------- | -------------- |
| Dorfstraße (Karte)                                   | Kirche         |              | 094 97662          | Baudenkmal     | Kirche         |
| Dorfstraße an der Kirche (Karte)                     | Kriegerdenkmal |              | 094 97663          | Baudenkmal     | Kriegerdenkmal |
| Dorfstraße 3 (Karte)                                 | Wohnhaus       |              | 094 97664          | Baudenkmal     | BW             |
| Dorfstraße 5 (Karte)                                 | Mühle          |              | 094 97665          | Baudenkmal     | BW             |
| Dorfstraße 11 An der Kirche (Karte)                  | Wohnhaus       |              | 094 97666          | Baudenkmal     | BW             |
| Dorfstraße 8, 9, 9c, 10 Ortseinfahrtsbereich (Karte) | Ortskern       |              | 094 97667          | Denkmalbereich | BW             |

### Winkelstedt
| Lage                  | Bezeichnung | Beschreibung | Erfassungs- nummer | Ausweisungsart | Bild           |
| --------------------- | ----------- | ------------ | ------------------ | -------------- | -------------- |
| Am Rundling (Karte)   | Kirche      | Dorfkirche   | 094 05851          | Baudenkmal     | Weitere Bilder |
| Winkelstedt 1 (Karte) | Bauernhof   |              | 094 05802          | Baudenkmal     | BW             |

## Legende
In den Spalten befinden sich folgende Informationen:
- Lage: Nennt den Straßennamen und wenn vorhanden die Hausnummer des Kulturdenkmals. Die Grundsortierung der Liste erfolgt nach dieser Adresse. Der Link „Karte“ führt zu verschiedenen Kartendarstellungen und nennt die geographischen Koordinaten.
Link zu einem Kartenansichtstool, um Koordinaten zu setzen. In der Kartenansicht sind Baudenkmale ohne Koordinaten mit einem roten bzw. orangen Marker dargestellt und können in der Karte gesetzt werden. Baudenkmale ohne Bild sind mit einem blauen bzw. roten Marker gekennzeichnet, Baudenkmale mit Bild mit einem grünen bzw. orangen Marker.
- Offizielle Bezeichnung: Nennt den Namen, die Bezeichnung oder zumindest die Art des Kulturdenkmals und verlinkt, soweit vorhanden, auf den Artikel zum Objekt.
- Beschreibung: Nennt bauliche und geschichtliche Einzelheiten des Kulturdenkmals, vorzugsweise die Denkmaleigenschaften.
- Erfassungsnummer: Für jedes Kulturdenkmal wird in Sachsen-Anhalt eine 20stellige Erfassungsnummer vergeben. Die letzten zwölf Ziffern werden für die Untergliederung nach Teilobjekten genutzt und werden nur angegeben, soweit vergeben. In dieser Spalte kann sich folgendes Icon  befinden, dies führt zu Angaben zu diesem Baudenkmal bei Wikidata.
- Ausweisungsart: Die Einordnung des Denkmales nach § 2 Abs. 2 DenkmSchG LSA
- Bild: Ein Bild des Denkmales, und gegebenenfalls einen Link zu weiteren Fotos des Kulturdenkmals im Medienarchiv Wikimedia Commons. Wenn man auf das Kamerasymbol klickt, können Fotos zu Kulturdenkmalen aus dieser Liste hochgeladen werden: